# Bel (vloeistof)

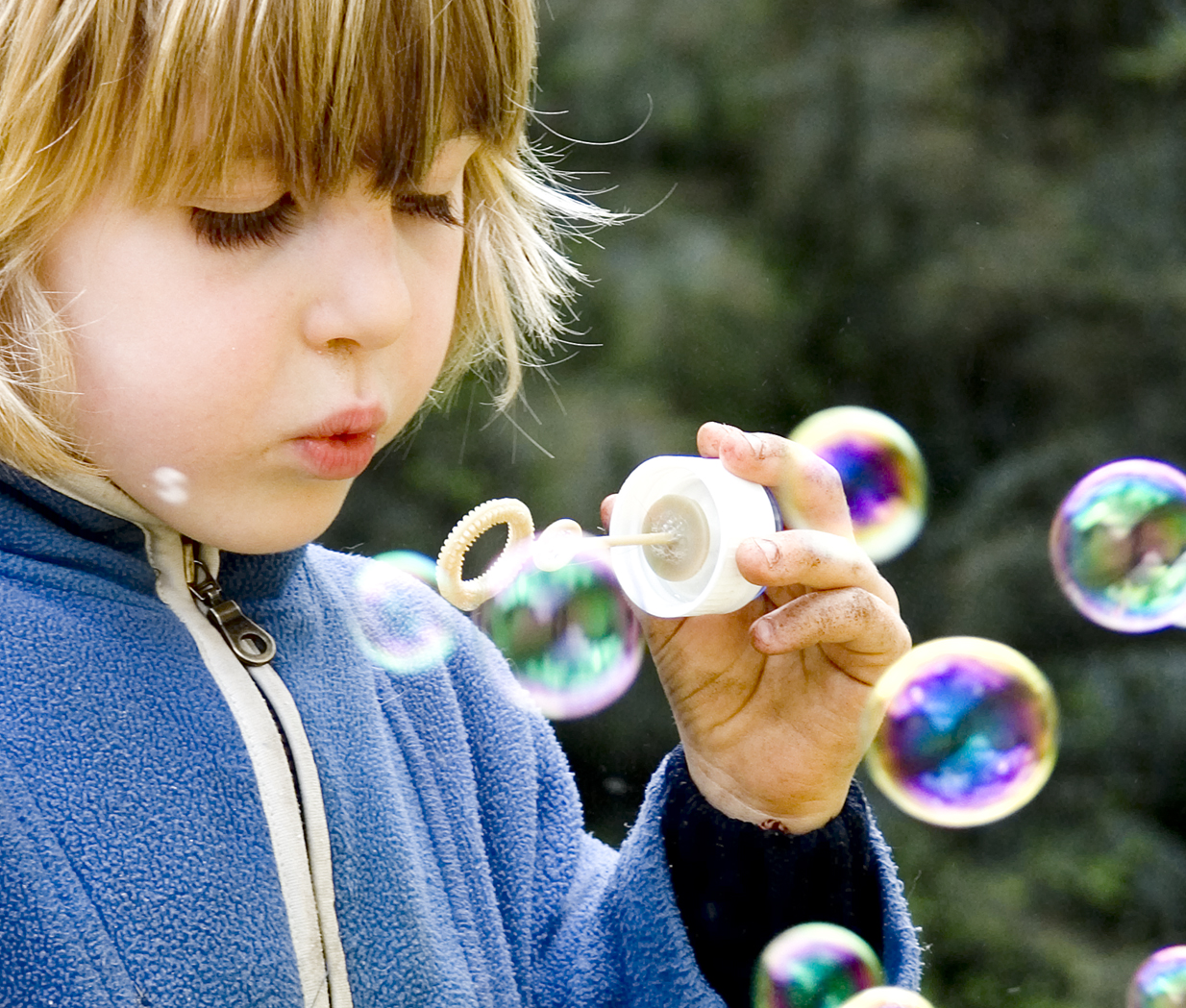
Een kind blaast bellen van zeepsop, 2005. De paarse, blauwe, groene en gele kleuren van de bellen ontstaan door interferentie van opvallend licht in het zeepvlies, dat verschillende diktes heeft.

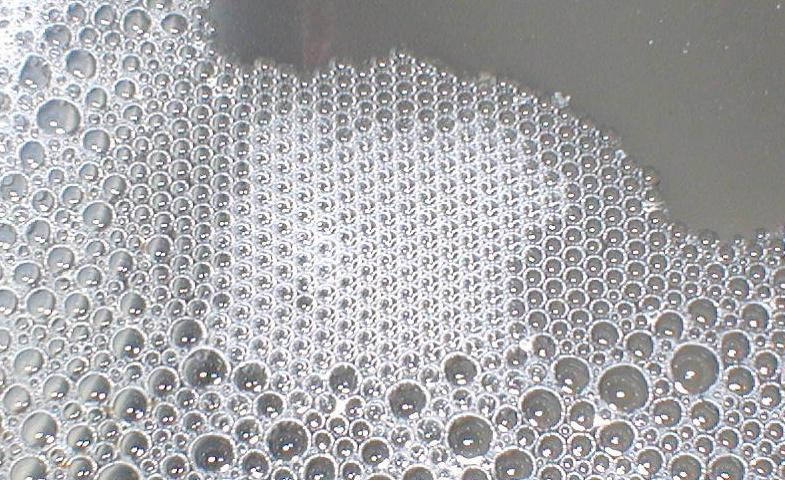
Zeepsopbelletjes in water, 2005. De belletjes liggen in twee verschillende patronen: kleine gelijke belletjes netjes in een zeshoekig rooster, en gemengde grotere en kleinere belletjes eromheen.

Een bel van vloeistof is een dun vlies van vloeistof gevuld met gas in een omgeving van gas, of een bolvormige holte in een vloeistof met of zonder gas erin.
Een zeepbel valt snel uit elkaar, is vluchtig door verdamping, en is niet grijpbaar. Maar een luchtbel in gestolde vloeistof, bijvoorbeeld in glas, is wel stabiel. Oppervlaktespanning van de bel zorgt dat het oppervlak van een bel altijd zo klein mogelijk is en in evenwicht een bolvorm heeft.